# Elmer Gantry (film)
Elmer Gantry (ang. Elmer Gantry) – amerykański film z 1960 roku w reżyserii Richarda Brooksa będący adaptacją książki autorstwa Sinclaira Lewisa pod tym samym tytułem.

## Nagrody i nominacje
| Nazwa nagrody | Wygrane | Nominacje |
| ------------- | --- | --- |
| Oscar         | 1961 Najlepszy aktor pierwszoplanowy Burt Lancaster Najlepsza aktorka drugoplanowa Shirley Jones Najlepszy scenariusz adaptowany Richard Brooks | 1961 Najlepszy film Bernard Smith Najlepsza muzyka w dramacie lub komedii André Previn                                                        |
| Złoty Glob    | 1961 Najlepszy aktor w dramacie Burt Lancaster                                                                                                  | 1961 Najlepszy dramat Najlepsza aktorka w dramacie Jean Simmons Najlepsza aktorka drugoplanowa Shirley Jones Najlepszy reżyser Richard Brooks |
| BAFTA         | bez rezultatu | 1961 Najlepszy film z jakiegokolwiek źródła Najlepsza aktorka zagraniczna Jean Simmons Najlepszy aktor zagraniczny Burt Lancaster             |
| WGA           | 1961 Najlepszy scenariusz dramatu Richard Brooks                                                                                                | 1961 Najlepszy scenariusz dramatu Richard Brooks                                                                                              |
| DGA           | bez rezultatu | 1961 Najlepsze osiągnięcie reżyserskie w filmie fabularnym Richard Brooks                                                                     |
| NYFCC         | 1960 Najlepszy aktor pierwszoplanowy Burt Lancaster                                                                                             | 1960 Najlepszy aktor pierwszoplanowy Burt Lancaster                                                                                           |